# Орден Лењина
Орден Лењина (рус. Орден Ленина) је био највише одликовање у Совјетском Савезу. Установљен је 6. априла 1930. године одлуком Централног извршног комитета Совјетског Савеза, а име је добио по вођи Октобарске револуције и првом совјетском председнику Владимиру Иљичу Уљанову Лењину.
Орден је додељиван:
- цивилним лицима за неизмерну службу Совјетском Савезу,
- војним лицима за узорну службу,
- аутоматски са звањем Хероја Совјетског Савеза и Хероја социјалистичког рада
- градовима, местима, регијама и република Совјетског Савеза
- високим страним државницима

## Историја
Историја Ордена датира из 8. јула 1926. године, када је начелник Главне управе Црвене армије Васили Левичев затражио да се донесе ново одликовање - „Орден Илича“ који би се додељивао лицима која имају четири Ордена Црвене заставе. Ова награда требало је да буде највише одликовање. Међутим, Руски грађански рат је био завршен, а нацрт новог ордена није био готов. У исто време Савету народних комесара се јавила потреба за стварање највишег одликовања Совјетског Савеза за војне и друштвене заслуге. Уметницима у фабрици „Гознак“ у Москви било је наређено да креирају цртеж ордена на чијем је централном делу требало да буде лик Владимира Илича Лењина. Од многих скица изабран је рад уметника Ивана Дубасова, који је као основу за лик Лењина искористио фотографију са Другог конгреса Коминтерне у Москви, из августа 1920. године, фотографа Виктора Була. У пролеће 1930. године скица ордена је уручена вајарима Ивану Шадру и Петру Чеушину да израде макету. Исте године први ордени произведени су у фабрици „Гознак“. 
Орден је установљен одлуком Председништва Централног извршног комитета Совјетског Савеза 6. априла, а његов Статут 5. маја 1930. године. Статут ордена измењиван је и допуњаван Уредбом ЦИК Совјетског Савеза од 27. септембра 1934, декретом председништва Врховног совјета Совјетског Савеза од 19. јуна 1943. и 16. децембра 1947. године. Одлуком Президијума Врховног савета Совјетског Савеза од 28. марта 1980. године Статут одликовања је добио коначни облик. 

## Статут одликовања
1. Орден Лењина је највише одликовање у Совјетском Савезу за заслуге у служби револуционарног покрета, рада, заштите социјалистичке отаџбине, развој пријатељства и сарадње међу народима, мира и успешно залагање за развој совјетске државе и друштва.
2. Орден Лењина се додељује:
- грађанима Совјетског Савеза;
- предузећима, удружењима, институцијама, организацијама, војним јединицама, војним бродовима, јединицама веза, аутономним републикама, аутономним покрајинама, аутономним областима, окрузима, градовима и општинама.

Орденом Лењина могу да буду одликовани и они који нису грађани Совјетског Савеза, као и предузећа, установе, организације и насеља страних држава. 
3. Орден Лењина додељивао се за:
- за изузетне резултате и успехе у области економске, научно-техничке и социо-културног развоја совјетског друштва, побољшање ефикасности и квалитет рада, за изузетне услуге у јачању совјетске државе, братског пријатељства народа Совјетског Савеза;
- за посебно важан допринос у заштити социјалистичке отаџбине и јачање одбране Совјетског Савеза;
- за изузетне револуционаре, државне и друштвено-политичке активности;
- за посебно значајан допринос у развоју пријатељства и сарадње између народа Совјетског Савеза и других земаља;
- за заслуге у јачању службе социјалистичке заједнице, развој међународног комунистичког, радничког и национално-ослободилачког покрета у борби за мир, демократију и друштвени напредак;
- за залагање за друге услуге совјетске државе и друштва.

4. Награђени Орденом Лењина за радне заслуге, може бити поново за предан и напоран рад одликован и другим одликовањима. 
5. Орден Лењина се додељује особама које су добиле титулу Хероја Совјетског Савеза и Хероја социјалистичког рада, као и градовима којима је додељен назив града-хероја.
6. Орден Лењина се носи на левој страни и изнад других одликовања Совјетског Савеза.